# Zygophlebia subpinnata
Zygophlebia subpinnata là một loài dương xỉ trong họ Polypodiaceae. Loài này được Baker L.E. Bishop ex Parris mô tả khoa học đầu tiên.